# ダブルマザー
『ダブルマザー』は、東海テレビ制作・フジテレビ系列で、1995年7月11日 - 9月29日に放送された昼ドラマである。全59話。
代理出産がテーマとなっている。

## キャスト
- 鳥越マリ（現・鳥越まり）
- 朝加真由美
- 篠田三郎
- 斎藤洋介
- 古屋暢一
- 浜田東一郎
- 山田侑磨

## スタッフ
- 企画：出原弘之
- 演出：安室修、牧時範
- プロデューサー：中根康邦、浦井孝行、吉田力
- 脚本：桃井章、清水喜美子
- 制作：東海テレビ、国際放映

## 主題歌
- 「ワルツ」（歌：研ナオコ）
  - 作詞：高橋ジョージ・沙霧ゆみ／作曲：高橋ジョージ／編曲：入江純